# 東狼綿鳚
東狼綿鳚，為輻鰭魚綱鱸形目绵鳚亞目绵鳚科的其中一種，分布於西北太平洋區的日本海與鄂霍次克海海域，屬底棲性魚類。

## 扩展阅读
維基物種上的相關：東狼綿鳚